# Lescure-Jaoul
Lescure-Jaoul é uma comuna francesa na região administrativa de Occitânia, no departamento de Aveyron. Estende-se por uma área de 18,52 km². Em 2010 a comuna tinha 230 habitantes (densidade: 12,4 hab./km²).